# Дейч, Кристиан Фридрих
Кристиан Фридрих фон Дейч (нем. Christian Friedrich von Deutsch; 28 сентября 1768, Франкфурт-на-Одере — 17 апреля 1843, Дрезден) — заслуженный профессор, декан медицинского факультета и ректор Императорского Дерптского университета. 

## Биография
Родился 28 сентября 1768 года во Франкфурте-на-Одере; спустя восемь лет умер его отец. С матерью и отчимом, он переехал в Галле, где окончил школу. С 1791 года изучал теологию в университете Галле,, затем — в Гёттингенском университете. Вернувшись в Галле, занялся в университете изучением медицины. Под руководством Курта Шпренгеля подготовил, и 10 ноября 1792 года защитил диссертацию на степень доктора медицины.
В 1796-1804 годах был экстраординарным профессором медицины кафедры акушерства Эрлангенского университета. С 1805 года — ординарный профессор кафедры акушерства и ветеринарии в Дерптском университете; также: декан медицинского факультета университета (1806, 1810, 1813 и 1820) и его ректор (1809—1810).
Был награждён Орден Святой Анны 2-й степени (1829) и знаком отличия беспорочной службы (1833).
По окончании срока службы в Дерптском университете, Дейчу было предложено баллотироваться на новый срок в качестве профессора. Он согласился, но был забаллотирован. По поводу этого грустного события, в документах Дерптского университета остался текст прощального слова Дейча, написанный им при расставании с университетом. В этом прощальном слове изложена в полной форме вся плодотворная деятельность Дейча. Заканчивался этот документ просьбой автора сохранить этот текст в документах университета. Кроме научно-педагогической и административной деятельности в университете, Дейч был известен и как выдающийся акушер-практик и как профессор, оставивший после себя известных учеников. Вышел в отставку в 1835 году со званием заслуженного профессора и возвратился на родину.
В Галле Дойч был членом масонской ложи Zu den drei Degen, в Эрлангене он стал членом ложи В Галле Дойч был членом масонской ложи Libanon zu den drei Cedern.

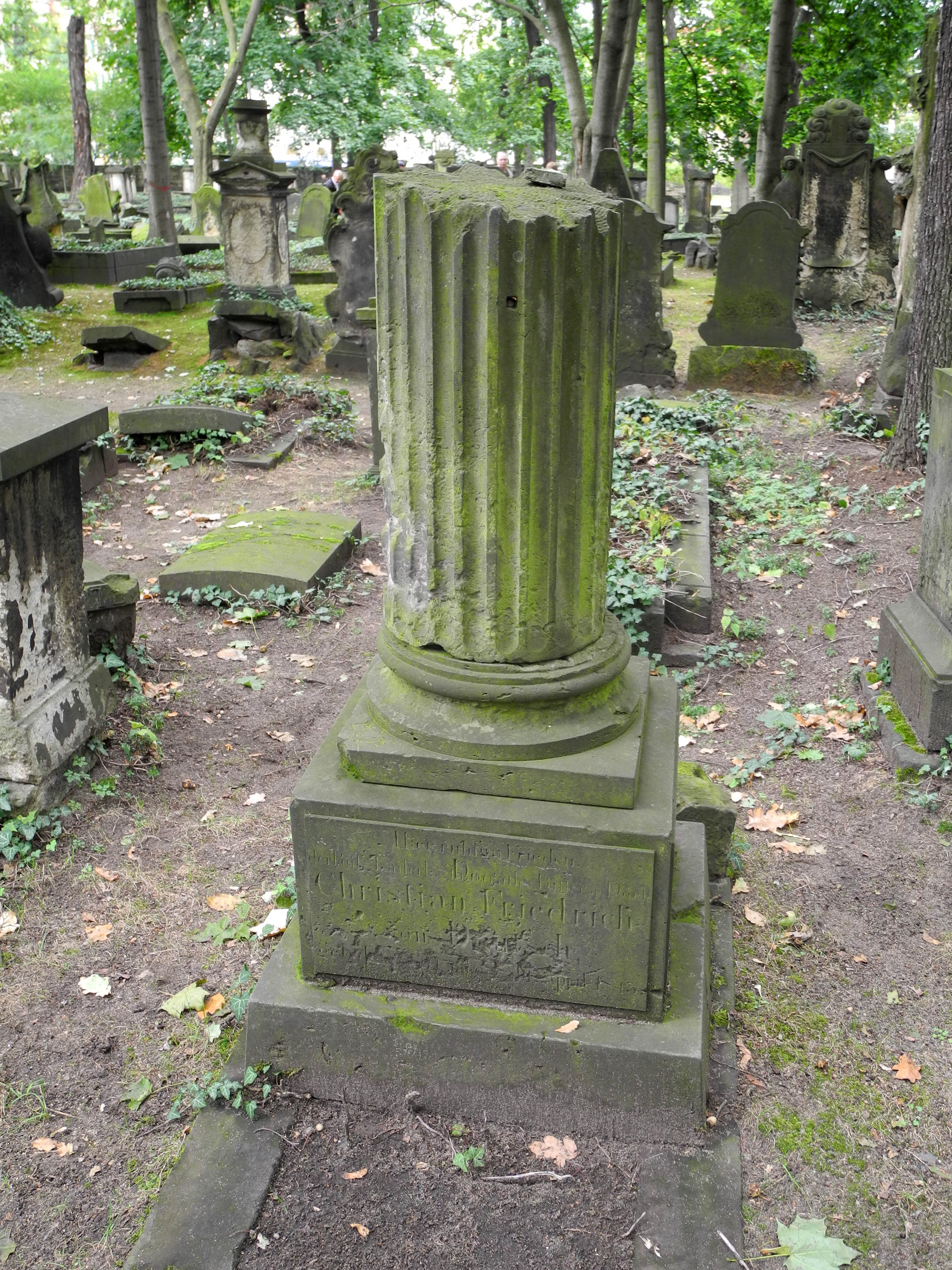
Могила К. Ф. фон Дейча

После смерти второй жены он лечился в психиатрической больнице, посещал целебные источники, путешествуя по Германии с 1835 по 1839 год, и в конечном итоге, поселился в Дрездене, где и умер 17 апреля 1843 года. Похоронен на кладбище Элиасфридхоф. 

## Семья
В первом браке с Софи Фридерике Гольдхаген, длившемся с 1793 по 1810 год, родилось семь дочерей и сын.
В 1818 году женился на Христине фон Сиверс, от которой у него родился второй сын.